# Puklerz

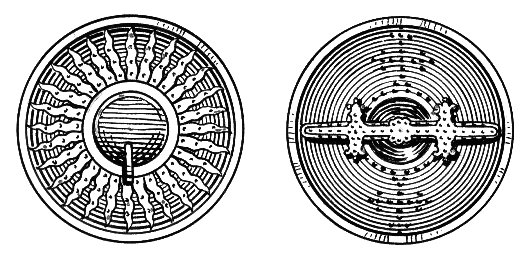
Puklerz (front i część wewnętrzna)

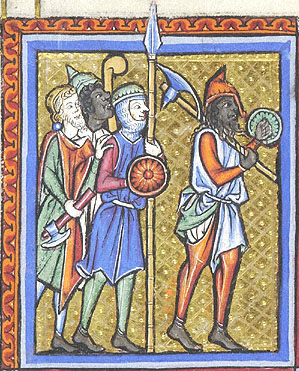
Puklerze na miniaturze z XIII w.

Puklerz (z czes.  pukléř od starofranc. bocler) – rodzaj małej okrągłej tarczy używanej w Europie od XII do XVIII wieku.

## Charakterystyka
Puklerz charakteryzował się niewielkimi rozmiarami i krągłym wybrzuszonym kształtem z wystającym pośrodku guzem (boucle). Zazwyczaj wykonywany był całkowicie z metalu, za uchwyt służył metalowy lub drewniany imacz przechodzący wzdłuż przekątnej tarczy. Średnica na ogół nie przekraczała 50 cm, ciężar wynosił 8-15 kilogramów.
Tarcza ta była charakterystyczna dla późnośredniowiecznych strzelców, zwłaszcza łuczników, puklerzy używano jednak w Europie przez długi czas (od ok. 1100 do XVIII w.) i w stosunkowo szerokim wymiarze. Stanowiły one prostą, ale skuteczną ochronę przed pociskami i bronią białą przeciwnika, często używaną wraz z krótkim mieczem, tasakiem lub rapierem. Podczas wojen XVII-wiecznych wyposażano w nie podoficerów piechoty z pierwszego szeregu, uzbrojonych jedynie w rapier i chronionych ponadto półpancerzem i głębokim hełmem z grzebieniem (szturmakiem albo morionem). Najdłużej puklerze (targe) należały do tradycyjnego wyposażenia szkockich górali, którzy posługiwali się nimi jeszcze w bitwie na Culloden Moor (1746), choć głównie dotyczyło to oficerów z czołowych szeregów.

## W literaturze
Stosowana w literaturze jako archaizująca nazwa tarczy. Jako termin literacki oznaczać mogła również napierśnik zbroi.